# Iron Man (serie de televisión de 2014)
Iron Man (en hangul, 아이언맨) también conocida como Blade Man es una serie de televisión surcoreana emitida originalmente durante 2014 por KBS 2TV y protagonizada por Lee Dong Wook y Shin Se Kyung.
Fue emitida desde el 10 de septiembre al 13 de noviembre de 2014, con una longitud de 18 episodios emitidos los días miércoles y jueves a las 22:00 (KST). Cuenta la historia de un hombre que posee habilidades sobrenaturales.

## Argumento
Joo Hong Bin (Lee Dong Wook) es un hombre rico con un comportamiento espinoso que desarrolla una habilidad sobrenatural - su rabia y dolor mental se manifiestan como cuchillos que brotan de su cuerpo. Conoce a Son Se-dong, una chica de buen corazón que se enreda en su vida. A medida que caen en el amor, poco a poco sana su corazón y aprende a lidiar con su dolor interior y nuevo poder.

## Reparto

### Principal
- Lee Dong Wook como Joo Hong Bin.
- Shin Se Kyung como Son Se Dong.
- Kim Kap-soo como Joo Jang-won.
- Han Eun Jung como Kim Tae Hee.

### Secundario
Cercanos a Hong Bin
- Jung Yoo Geun como Chang.
- Lee Mi Sook como Madam Yoon.
- Han Jung Soo como Secretario Go.
- Lee Joo Seung como Joo Hong Joo.

Cercanos a Se Dong
- Shin Seung-hwan como Seung Hwan.[5]
- Kim Jae Young como Je Gil.
- Kang Da Bin como Soo Jae.
- Kim Jin Tae como Jung Joon.
- Lee Seung Ho como Yoon Seok.
- Sun Woong como Kyung Ho.

Otros
- Kim Hyung Bum como Compañero de Se Dong.
- Song Kyung Chul como Jardinero.
- Hwang Hyun Hee como Kang Min Jung.
- Lee Dal Hyung como Chófer.
- Choi Young In como Ama de casa
- Kim Mi Kyung como Ama de casa.
- Ra Mi Ran como Elisa Park.
- Jung Jin como Oh Joong Shik.
- Kim Poo Reun Ba Da como Kim Sun Woo
- Kim Kyu Chul como Jo Boong Goo.
- Song Young Hak.
- Park Gun Rak.
- Kim Sun Hye como Compañero de Tae Hee
- Ji Young Woo.
- Bang Yoo Sul.
- Youm Dong Hun como Dueño.
- Ri Min como Gánster.
- Lee Joo Ah como Soo Kyung.

## Audiencia
| Ep. #    | Fecha de emisión         | Share        | Share        | Share       | Share       |
| Ep. #    | Fecha de emisión         | TNmS Ratings | TNmS Ratings | AGB Nielsen | AGB Nielsen |
| Ep. #    | Fecha de emisión         | Nacional     | Seúl         | Nacional    | Seúl        |
| -------- | ------------------------ | ------------ | ------------ | ----------- | ----------- |
| 1        | 10 de septiembre de 2014 | 6.0%         | 6.6%         | 6.6%        | 7.0%        |
| 2        | 11 de septiembre de 2014 | 4.8%         | 5.7%         | 5.7%        | 5.8%        |
| 3        | 17 de septiembre de 2014 | 5.0%         | 5.6%         | 5.6%        | 5.5%        |
| 4        | 18 de septiembre de 2014 | 4.6%         | 5.1%         | 5.0%        | 5.0%        |
| 5        | 24 de septiembre de 2014 | 4.5%         | 5.5%         | 5.5%        | 5.7%        |
| 6        | 25 de septiembre de 2014 | 5.7%         | 6.3%         | 6.9%        | 7.1%        |
| 7        | 1 de octubre de 2014     | 4.8%         | 5.6%         | 5.0%        | 5.1%        |
| 8        | 8 de octubre de 2014     | 3.5%         | 4.7%         | 4.3%        | 4.1%        |
| 9        | 9 de octubre de 2014     | 4.1%         | 5.0%         | 4.7%        | 4.5%        |
| 10       | 15 de octubre de 2014    | 3.3%         | 4.3%         | 4.1%        | 4.2%        |
| 11       | 16 de octubre de 2014    | 3.8%         | 4.8%         | 4.3%        | 4.1%        |
| 12       | 22 de octubre de 2014    | 4.6%         | 4.7%         | 5.1%        | 5.1%        |
| 13       | 23 de octubre de 2014    | 4.0%         | 4.5%         | 4.1%        | 3.6%        |
| 14       | 29 de octubre de 2014    | 5.1%         | 6.1%         | 5.2%        | 5.3%        |
| 15       | 30 de octubre de 2014    | 3.4%         | 3.5%         | 4.3%        | 4.5%        |
| 16       | 6 de noviembre de 2014   | 2.9%         | 3.4%         | 4.0%        | 4.6%        |
| 17       | 12 de noviembre de 2014  | 2.8%         | 3.6%         | 3.2%        | 3.8%        |
| 18       | 13 de noviembre de 2014  | 2.2%         | 2.9%         | 3.4%        | 3.9%        |
| Promedio | Promedio                 | 4.1%         | 4.8%         | 4.8%        | 4.9%        |

## Banda sonora
- Seung Yeon & Gyu Ri (KARA) - «Hello».
- Ji Sook & Hyun Young (Rainbow) - «I Love You».
- Nemesis - «Sad Waltz».
- Lee Soo Young - «I Love You But It's Not Love».

## Emisión internacional
- Hong Kong: TVB (31 de mayo ~ 26 de julio de 2015).
- Filipinas: Cine Mo (18 de septiembre de 2016 ~ presente).